# Equatorium

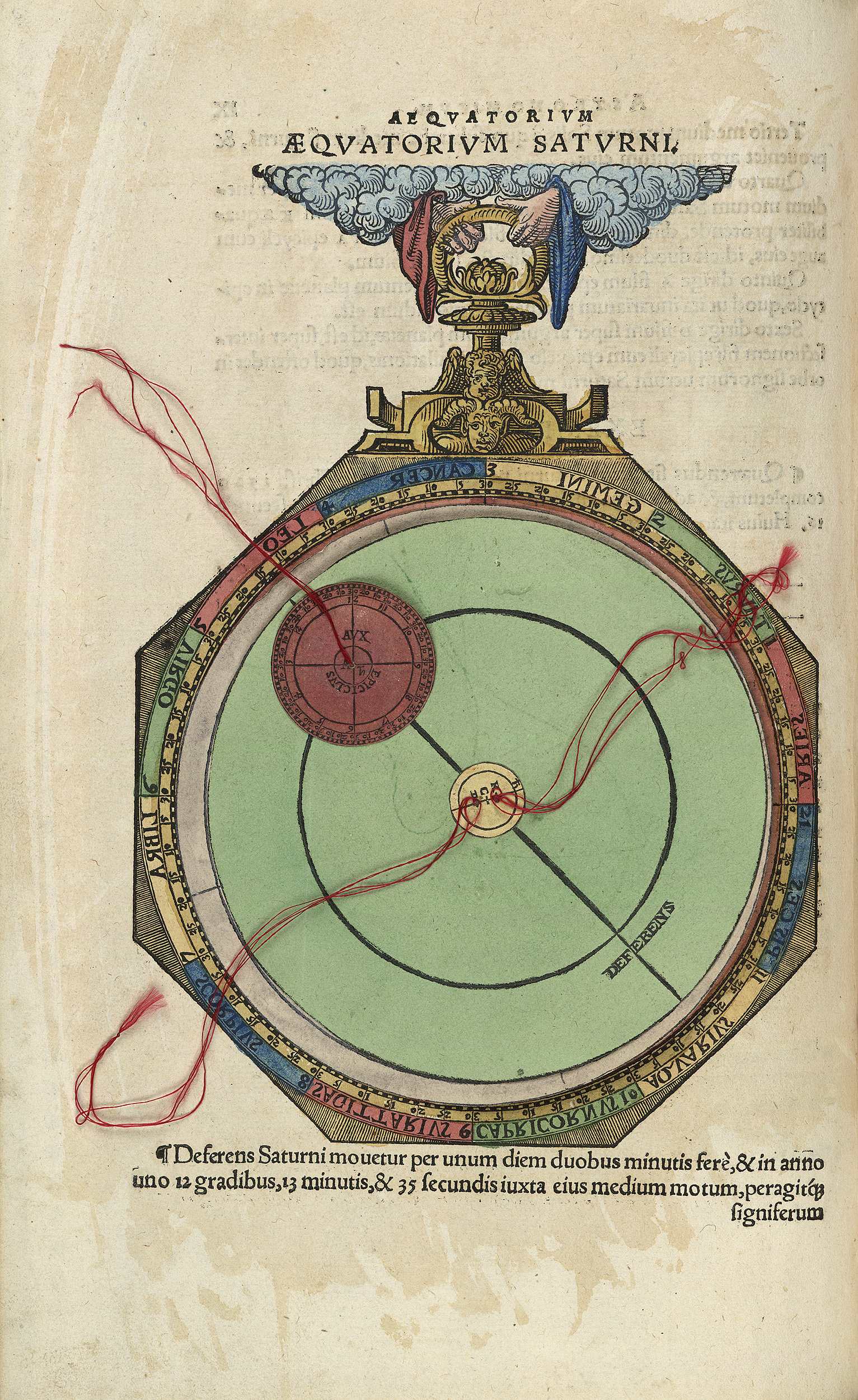
Equatorium procedente de Johannes Schöner

Um Equatorium  é um instrumento astronômico empregue para encontrar as posições do sol, da lua e dos planetas no horizonte do lugar sem o emprego explícito de extensos cálculos astronômicos, mas apenas mediante o uso de geometria. Este tipo de dispositivos permitia a representação dos corpos celestes incluído o movimento anomalístico. 

## História
Uma das primeiras referências históricas documentadas de um equatorium com o objeto de estabelecer a posição do sol é devido do trabalho realizado no século V de Proclo, na sua obra intitulada Hypostasis, onde proporciona instruções sobre o modo de construir um destes dispositivos em madeira e bronze.
Apesar de existir mecanismos similares ao equatorium  na Antiga Grécia, a primeira descrição detalhada deste instrumento é realizada nos Livros do saber de astronomia na compilação de trabalhos astronômicos sob o patrocínio de Afonso X de Castela no século XIII, que inclui a tradução de dois textos árabes do século XI sobre a equatorium  realizados por Ibn al‐Samḥ e al-Zarqālī. O matemático italiano Campanus de Novara na sua obra Theorica Planetarum (c. 1261-1264) descreve a construção de um equatorium, sendo uma das primeiras descrições realizadas na Europa em latim. Richard de Wallingford (1292–1336) é conhecido por realizar um mecanismo complexo de um equatorium  denominado Albion  que permitia o cômputo dos comprimentos da lua, do sol e dos planetas. Ao contrário que outros equatoria, o Albion permitia nos seus cálculos a predição de eclipses.